# 桜川筑西IC周辺地区開発整備事業
桜川筑西IC周辺地区開発整備事業（さくらがわちくせいインターチェンジしゅうへんちくかいはつせいびじぎょう）は、茨城県桜川市の桜川筑西インターチェンジ周辺地区の開発事業。

## 地理
桜川市の北西部、北関東自動車道桜川筑西ICから筑西市寄り1kmに位置する地区が該当する。現行行政地名は長方、中泉、高森。該当する小字は長方字星ノ宮・飯島・上野、中泉字星ノ宮・飯島。
インターチェンジ南地区、大和駅北地区、上の原地区に分かれており、南側に駅舎がある大和駅に北口を設ける計画をしている。地区内で5つのゾーン（産業導入、複合産業拠点、工業、沿線産業、住宅誘導）に分かれており、開発が進められている。

## 歴史
- 1977年（昭和52年）：長方地区の区域区分の決定と同時に、同地区を工業専用地域に指定。
- 2008年（平成20年）
  - 4月12日：桜川筑西IC - 笠間西IC間開通に伴い、供用開始。
  - 12月20日：真岡IC - 桜川筑西IC間開通。
- 2009年（平成21年）：都市整備構想発表[7]。
- 2015年（平成27年）：5億5000万円で用地を取得[8]。
- 2017年（平成29年）9月1日：牛久市のサンヨーホームとショッピングセンターを建設することで合意[9]。2020年11月オープンを予定する[10]。
- 2018年（平成30年）10月1日：岩瀬市街地の山王病院を閉鎖し「さくらがわ地域医療センター」と改称し当事業地へ移転[11]。
- 2020年（令和2年）：住宅開発事業者を選定。一般向け：さくら土地開発合弁会社（にのみや工務店、IKE）、シニア向け：ダイヤモンド地所 とする[12]。
- 2021年（令和3年）2月：開発許可を受けていたサンヨーホームが事業から撤退[13]。
- 2022年（令和4年）7月13日：大和駅北公園が完成[14]。
- 2023年（令和5年）
  - 5月24日：桜川市土地開発公社とさくら土地開発合同会社との契約締結[15]
  - 6月20日：住宅区画「やまとの杜」の起工式を行う[15]。
  - 7月：「やまとの杜」造成工事を開始[15]。
  - 8月4日：「長方地区SC開発の推進に関する協定書」を桜川市、開発事業者「日計商事株式会社」及び「（仮称）桜川SC出店テナント連絡調整会議」代表「株式会社ベイシア」の3者で締結[16]。令和7年度のショッピングセンター開業を目指す。

## 小・中学校の学区
地区内から市立小・中学校に通う場合の学区は以下の通り。開発区域内に旧町村境があるため、学区が異なる。
小学校
- 桜川市立坂戸小学校（2.8km先）
- 桜川市立大国小学校（2.6km先）

中学校
- 桜川市立岩瀬西中学校（3.4km先）
- 桜川市立大和中学校（3.9km先）

## 交通

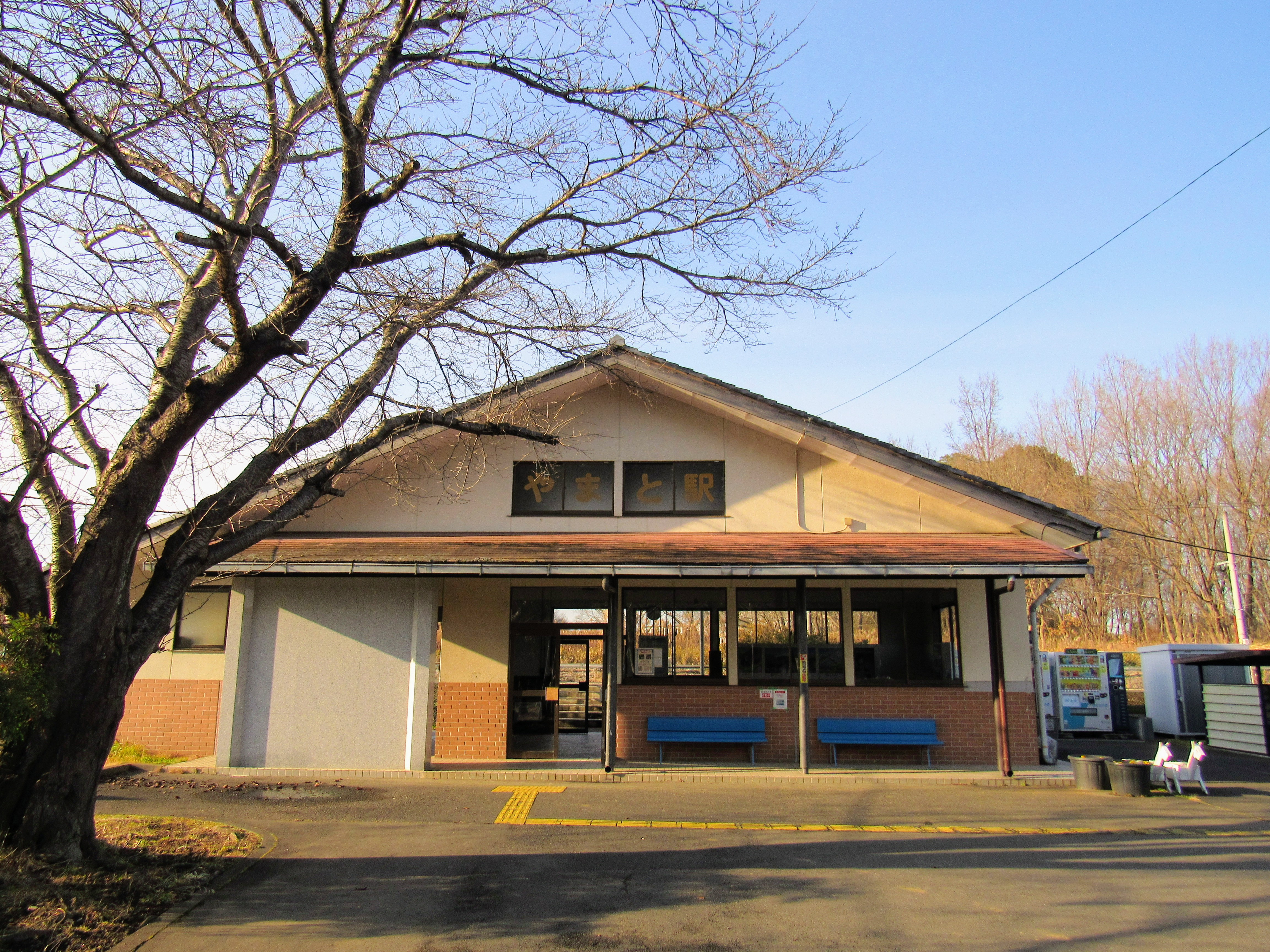
大和駅駅舎

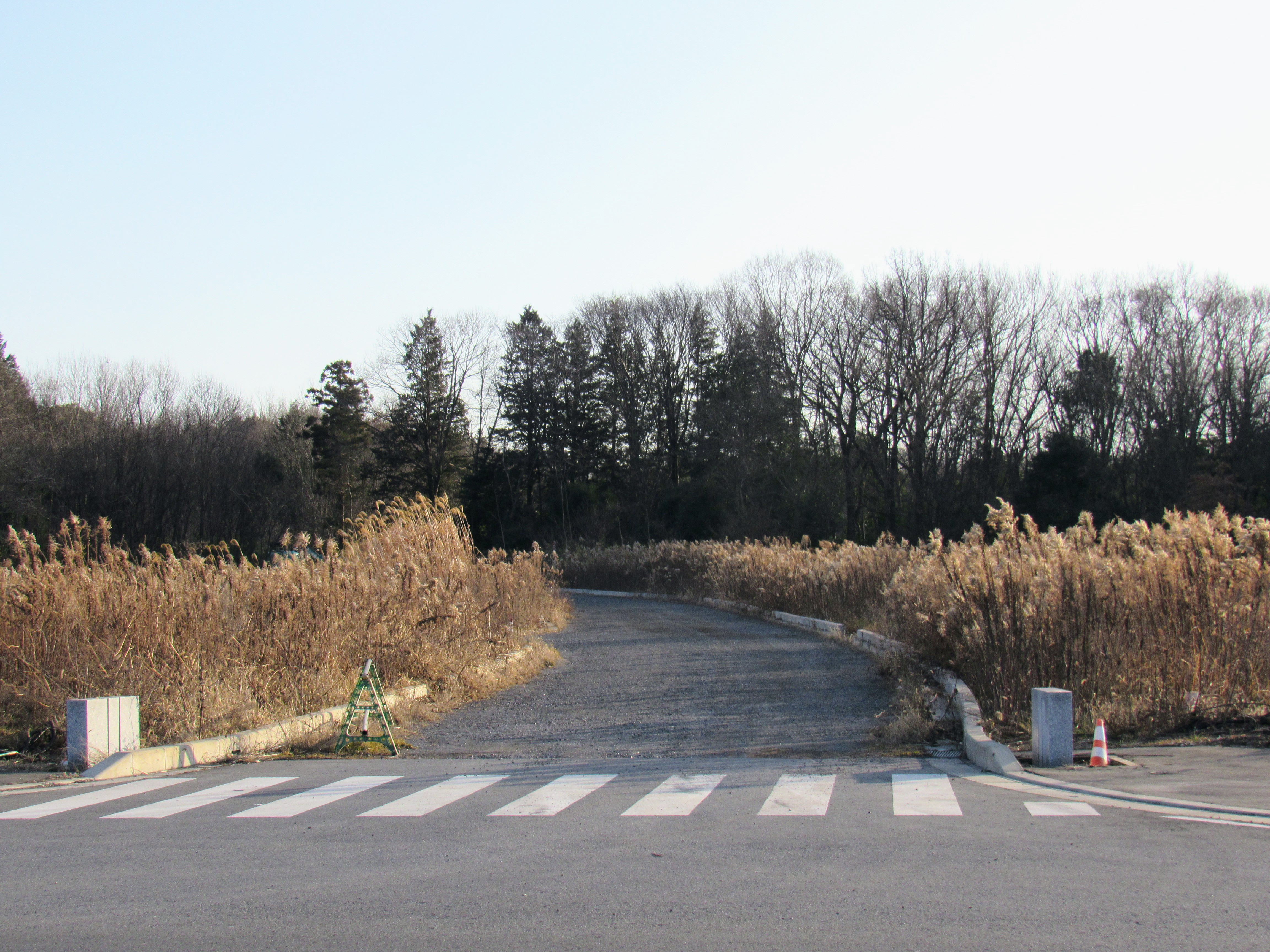
大和駅北口道路

### 鉄道
- 東日本旅客鉄道
  - 水戸線 - 大和駅

### バス
- 桜川市バス「ヤマザクラGO」（関東鉄道受託路線）
  - さくらがわ地域医療センター経由
    - さくらがわ地域医療センター停留所

### 道路
- 国道50号
- 茨城県道148号東山田岩瀬線
- 市道0141号線
- 大和駅北口道路

## 施設
商業施設
- コメリ

医療機関
- さくらがわ地域医療センター

その他

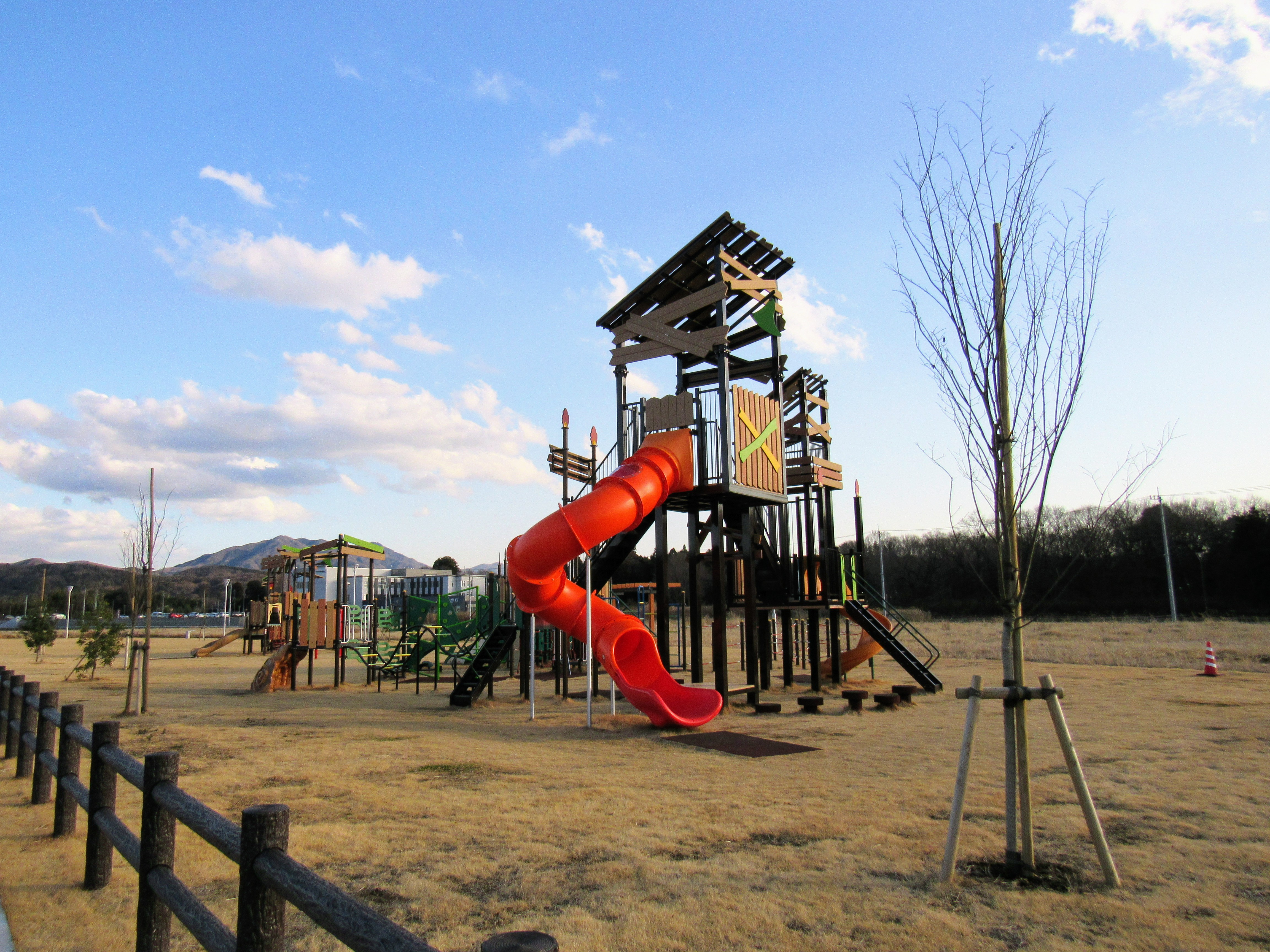
大和駅北公園
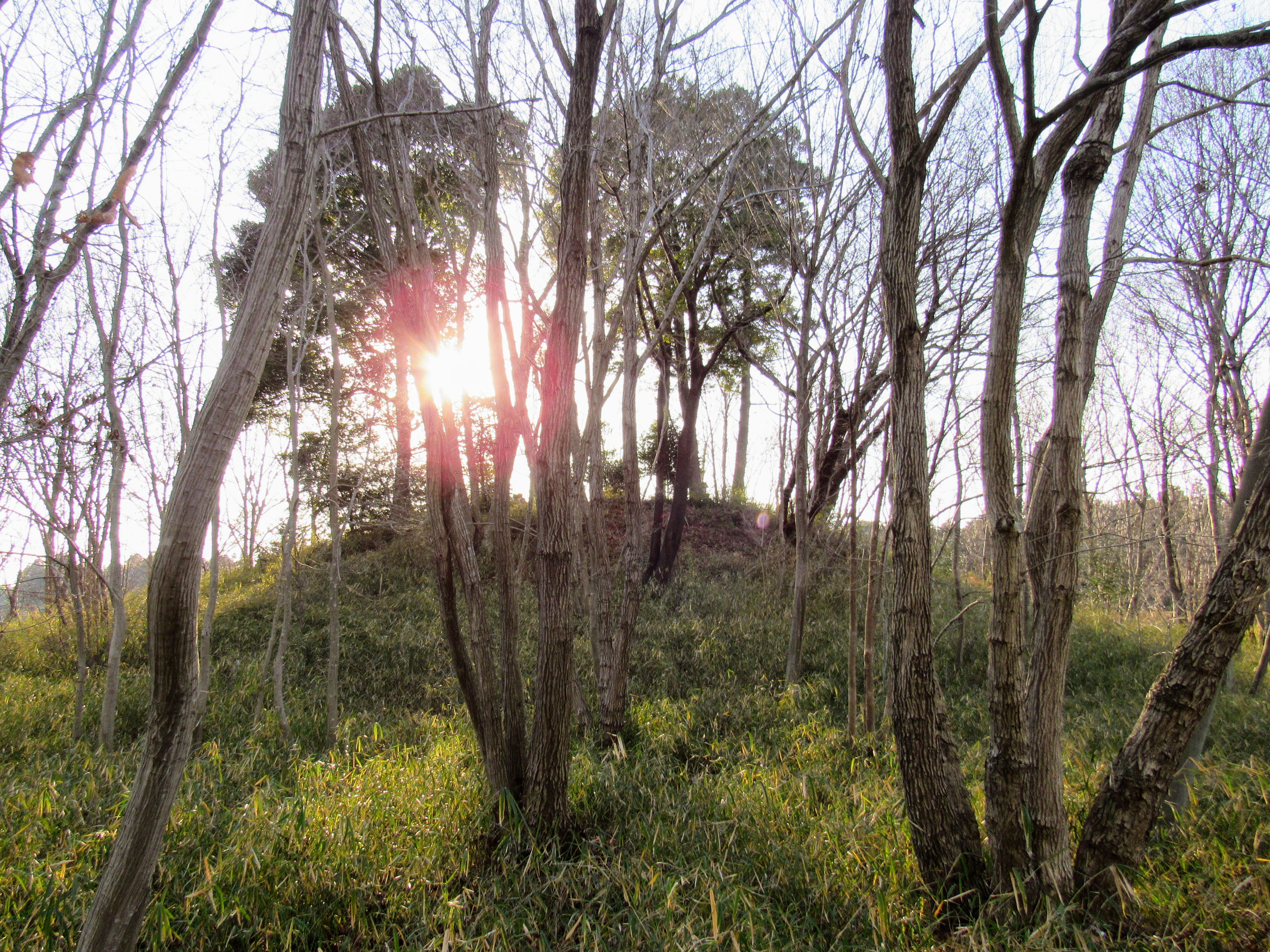
古墳

- 大和駅北公園
- 古墳